# PC17 Westen-Radweg
De PC17 Westen-Radweg (PC17 de l'Ouest) is een langeafstandsfietsroute (Piste Cycable) van het Luxemburgse nationale fietsroutenetwerk in Luxemburg. De route loopt in het westen van het land in de buurt van de grens met België. Het traject is bewegwijzerd in twee richtingen. 

## Traject
De route start in Arsdorf. In Koetschette kan worden aangesloten op de EuroVelo EV5 Via Romea Francigena en de PC18 Schieferbrüche-Radweg. 
In Noerdange sluit de route aan op de PC12 Attert-Radweg en kan de EV5 richting Kahler verder gevolgd worden. 

## Aansluitingen met Europese routes
- Tussen Koetschette en Noerdange loopt de route parallel met de EuroVelo EV5 Via Romea Francigena.

## Aansluitingen met andere routes
- In Koetschette kan worden aangesloten op de PC18 Schieferbrüche-Radweg.
- In Noerdange kan worden aangesloten op de PC12 Attert-Radweg.